# Redzep Redzepovski
Redzep Redzepovski, född den 14 december 1962 i Kumanovo, dåvarande Jugoslavien, är en jugoslavisk boxare som tog OS-silver i flugviktsboxning 1984 i Los Angeles. I finalen förlorade han mot Steve McCrory från USA.